# Autostrada A14 (Niemcy)
Autostrada A14 (niem. Bundesautobahn 14 (BAB 14) także Autobahn 14 (A14)) – autostrada w Niemczech przebiegająca od węzła Dreieck Nossen przy A4 przez Lipsk (Leipzig), dalej do Halle aż do autostrady A2 w punkcie Kreuz Magdeburg, jak i na krótszym odcinku od węzła Karstädt do Wismaru (ok. 80 km). Planowane było połączenie obu odcinków.

## Historia
Autostrada A14, a właściwie jej odcinki, otwierana była w dość długich odstępach czasowych, jak i odległościowych. W 1936 roku oddano odcinek pomiędzy węzłami Halle/Peißen i Leipzig (Ost). W końcu lat trzydziestych kontynuowano prace drogowe między Leipzig (Ost) a Klinga i ukończono przy tym wszystkie znajdujące się w pobliżu mosty. Z powodu działań wojennych prace budowlane zostały wstrzymane. W roku 1970 nastąpiło otwarcie części A14 między Leipzig (Ost) do Grimma, w 1971 roku oddano kawałek od Grimma do węzła Autobahndreieck Nossen (przy A4), w 1996 ukończono odcinek między Löbejün a Könnern, w 1999 między Schönebeck a Dahlenwarsleben oraz między Halle-Peißen a Löbejün i 5 grudnia 2000 oddano fragment między Könnern a Schönebeck.
Dopiero 24 sierpnia 2006 przekazano do ruchu odcinek między Kreuz Wismar a Jesendorf. Tenże zaplanowany wówczas jedenastokilometrowy odcinek był częścią autostrady A241. Jego wybudowanie kosztowało 50 mln Euro. Jednocześnie wszystkie istniejące odcinki A241 przemianowano na A14.
Od 31 sierpnia 2006 roku poprzez włączenie do A38 („autostrada południowego Harzu”) poprzez węzeł Dreieck Parthenaue, omawiany odcinek autostrady A14 stał się alternatywą dla kierowców podążających w kierunku Erfurt/Monachium/Drezno a tym samym A38 odciążyła autostradę A14.

## Planowanie
Podczas symulacji przepływu i natężenia ruchu pojazdów (badanie „VUNO”) badano w 1995 roku różne warianty dalszego poprowadzenia autostrady A14. Przy rozpatrywaniu tzw. wariantu X, popieranego zresztą przez ADAC, A14 przebiega od Magdeburga do Lüneburga, podczas gdy A39 przedłużona jest do Schwerinu.
Inne plany, których zalety przedstawiono w 2004 roku, przewidują tzw. wariant H (wariant „szelek”), gdzie A14 biegnie do Schwerinu a A39 do Lüneburga. Wykorzystana przy tym zostanie bardzo „wydajna” droga B190n, która połączy obydwie autostrady, przebiegając z zachodu na wschód. Wariant ten, określany też jako 2+1, jest w pełni zrozumiały. Jak się okazuje – przyjmując ten wariant – razem z autostradą A7 będą na tym obszarze przebiegały (równolegle do siebie) trzy autostrady w odstępach nie większych niż 50 km.
Planuje się także przedłużenie A14 na północ przez Colbitz, Lüderitz, Stendal, Seehausen (Altmark), Wittenberge, Karstädt i Ludwigslust z włączeniem w części północnej w węzeł Dreieck Schwerin. Miejscowy plan zagospodarowania przestrzennego dla przebiegu tej trasy został zamknięty 22 listopada 2004 roku. 12 kwietnia 2005 właściwa trasa (wariant H) autostrady A14 została przedstawiona przez ministra transportu Niemiec, a jej przebieg został usankcjonowany i określony przez § 16 ustawy o niemieckich autostradach. 20 czerwca 2007 roku minister transportu Niemiec Tiefensee podpisał z ministrami transportu krajów związkowych, przez które przebiega A14, umowę o budowie omawianego odcinka. Zatem brakujący fragment autostrady powinien zostać oddany do ruchu najpóźniej w 2015 roku. Łączne koszty budowy opiewają na 775 mln Euro a jej główni udziałowcy to państwo, kraje związkowe, jak i Unia Europejska. Odcinek ten zostanie nazwany Altmark-Autobahn.